# Les Ricains
Singles de Michel Sardou
Le visage de l'année
(1966) Tu as changé
(1967)
Les Ricains est une chanson française, composée par Guy Magenta et écrite et interprétée par Michel Sardou en 1967. Elle est publiée chez Barclay d'abord en single 45 tours, puis, dans une deuxième version, sur l'album J'habite en France sorti en 1970. Barclay publie alors l'album Petit - Les Ricains reprenant les premiers succès du chanteur dont Les Ricains, en 1971. En 1989, la chanson est réenregistrée pour l'album Sardou 66.

## Contexte historique

Bases de l’USAF et du Canada en France métropolitaine avant leur évacuation de 1966 à 1967.

Sur un arrangement country, la chanson rend hommage au sacrifice des soldats américains lors du débarquement Allié sur les plages de Normandie le 6 juin 1944, durant la Seconde Guerre mondiale. La France était alors, depuis quatre années, occupée par l’Allemagne nazie ; deux mois plus tard la capitale Paris était libérée. Trois ans plus tard naissait l’auteur et interprète de la chanson.
La chanson est sortie en 1967, au moment où le Général de Gaulle, alors Président de la République, condamne la guerre du Viêt Nam, menée par les États-Unis en soutien de la République du Viêt Nam contre le Nord-Vietnam communiste (à la suite de guerre coloniale et anticommuniste de la France de 1946 à 1954) et décide de retirer la République française du commandement intégré de l’OTAN, tout en restant membre de l’organisation. En conséquence de ce retrait, les bases de l’US Air Force présentes en métropole depuis 1950, à la demande de la France, sont évacuées par les Américains.
Cette chanson est originellement envisagée pour Alain Delon (que Sardou rencontre lors du tournage de Paris brûle-t-il ?, le chanteur y faisant de la figuration) qui veut à cette époque enregistrer un disque. Pris par d'autres engagements, il décline la proposition. Remarquée par ses paroles politiquement engagées, la chanson est censurée à la demande des autorités gaullistes et interdite de radio, à l'exception de RTL qui la diffuse. Elle vaut à Sardou, âgé de 20 ans, une petite notoriété, un premier succès d'estime et d'être catalogué comme un chanteur de droite alors que les chansons engagées dans les années 1960 penchent plutôt à gauche. Malgré ce titre remarqué, sa carrière ne décolle pas et ses ventes de disque restent faibles.
En 1970, Sardou reprend le titre pour l'album J'habite en France, publié chez Philips. C’est aussi l’année des premiers grands succès de Sardou. Depuis, elle est devenue l’un des classiques du chanteur. La même année, Barclay réédite la chanson sur un 45 tours deux titres avec Petit.
Le Président de la République, Nicolas Sarkozy, par ailleurs fan du chanteur, répondit à une question de journalistes lors d’un voyage à Washington en novembre 2007 que sa passion de l’Amérique venait de cette chanson. Le 17 mars 2009, le même Nicolas Sarkozy soumettait au vote de l’assemblée nationale le retour de la France dans le commandement intégré de l'OTAN. Ce retour était acté lors du Sommet de l’OTAN Strasbourg-Kehl des 3 et 4 avril 2009.

## Signification des titres, paroles et gestes

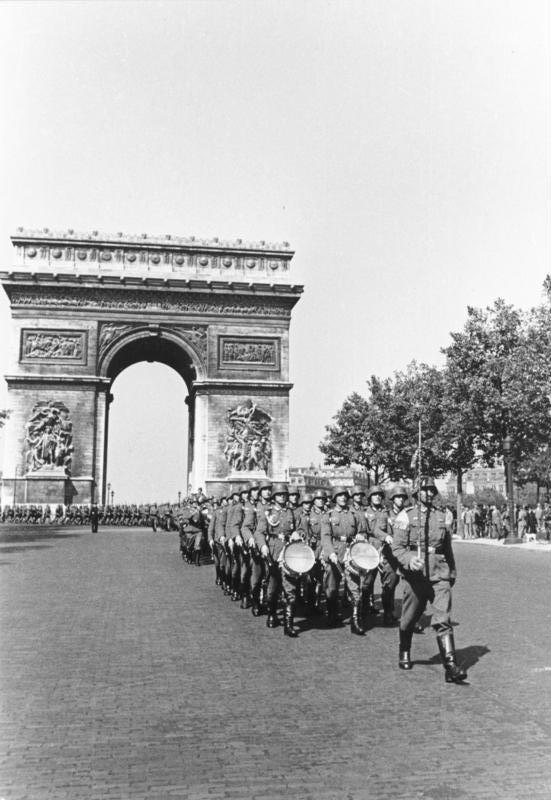
Soldats allemands lors de l'occupation de la France, en juin 1940.

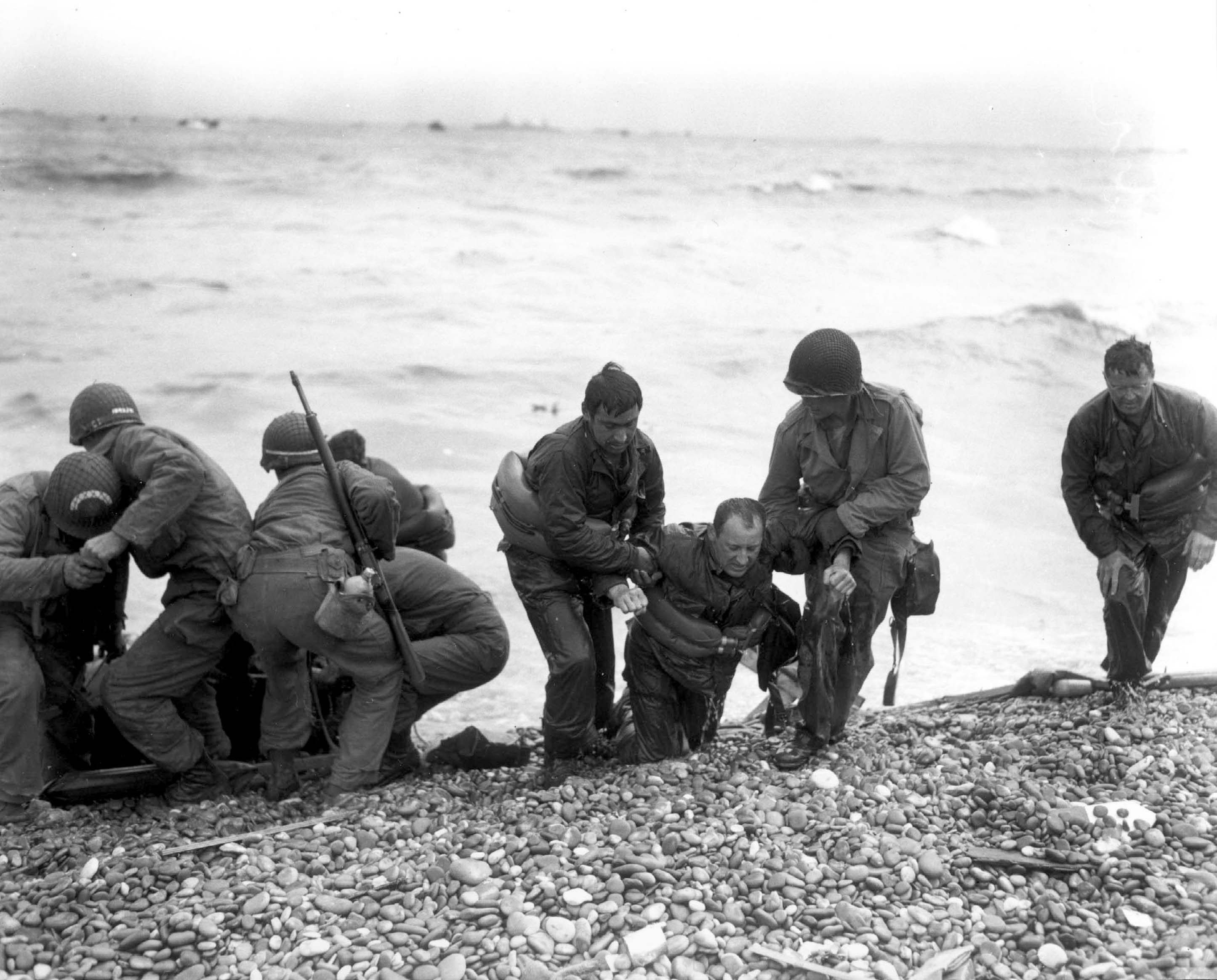
Soldats américains à Omaha Beach lors de la libération française, en juin 1944.

Le terme « ricain » est un terme d’argot servant à désigner, de manière péjorative, les Américains dans le sens restrictif d’« habitants des États-Unis ».
Le texte fait écho à deux périodes historiques distinctes, celle de la Seconde Guerre mondiale qui a précédé et celle, alors contemporaine, de la guerre froide. Dans un monde devenu bipolaire, la France est en guerre larvée au sein de l’OTAN, sous influence américaine, contre le Pacte de Varsovie sous influence russe soviétique.
Les paroles font explicitement référence au débarquement de Normandie, le 6 juin 1944, où l'engagement de 75 000 soldats américains sur les plages d'Omaha Beach et d'Utah Beach a ouvert la voie à la libération de la France métropolitaine au prix de 3 200 victimes :
« Si les Ricains n’étaient pas là

Vous seriez tous en Germanie

À parler de je ne sais quoi

À saluer je ne sais qui. »
Il est notamment question d’un soldat américain type, anonyme, qui est décrit comme
« un gars venu de Géorgie

Qui se foutait pas mal de toi

Est venu mourir en Normandie

Un matin où tu n’y étais pas. »
Les paroles font également part de l’ingratitude ou du manque de reconnaissance de certains Français (l'« amicale du fusillé » fait référence au Parti communiste français, qui s'est souvent présenté après 1944 comme le « parti des fusillés ») envers ses libérateurs :
« À l’amicale du fusillé

On dit qu’ils sont tombés pour rien. »
Si les paroles sont politiquement engagées, l’interprétation scénique lors des tours de chant ne l’est pas moins puisque son interprète fait le salut fasciste pour illustrer A saluer je ne sais qui, geste interdit par la législation française, qui était en usage dans les pays occupés par l’Allemagne nazie, ainsi que le poing levé, salut en usage dans les pays de l’Europe de l’Est où le régime communiste a été imposé par l’Union soviétique. Le chanteur condamne à la fois l’occupation historique de la France par l’Allemagne nazie et une hypothétique occupation soviétique en cas de non intervention des américains en Normandie en juin 1944.

## Controverse

Cimetière américain de Colleville-sur-Mer où reposent les soldats américains morts pour la France lors du débarquement d’Omaha Beach.

La chanson, devenue un classique du répertoire de Michel Sardou, a pourtant suscité la critique, et ce pour différentes raisons, toutes d’ordre idéologique, qui parfois s’additionnent.
Ainsi, les antifascistes accusent l’interprète de complaisance en exécutant le salut hitlérien durant le tour de chant, les antiaméricains accusent l’auteur d’atlantisme, les ex-collaborationnistes relativisent les méfaits de l’occupation allemande, les communistes dénoncent le caractère antisoviétique de l’interprétation par son assimilation du soviétisme au nazisme : à la fin du tour de chant l’interprète est bras tendu et enchaîne de la main le salut hitlérien avec le salut de Lénine en chantant
« Vous seriez tous en Germanie

À parler de je ne sais quoi

À saluer je ne sais qui » ;
Si les crimes d’Hitler sont établis dès 1946 avec le procès de Nuremberg, ce n'est qu’en 1956 que sont révélés les crimes de Staline. Quant aux gaullistes, ils dénoncent la minimisation de la participation française à la libération du pays.

## Parodie
Le chanteur Renaud écrit et interprète une parodie de la chanson, où chaque couplet est une uchronie de plusieurs évènements historiques de l'histoire de France dans lesquels Renaud s'amuse à imaginer la vie des Français sous la domination d'un autre pays.

## Discographie
Il existe trois versions studio différentes du titre :
- 1967, 1re version de 2:15, diffusée en 45 tours chez Barclay : la chanson débute sur une intro instrumentale.
- 1970, 2e version de 2:26, l'album J'habite en France – chez Philips. Cette version débute et se conclut sur un enregistrement sonore diffusé en fond du « Sieg Heil ».
- 1989, 3e version, sur l'album Sardou 66, constitué de réenregistrements de ses premières chansons.